# بهرام ميرزا سردار مسعود
الأمير بهرام ميرزا سردار مسعود (بالفارسية: بهرام‌میرزا سردارمسعود) (1885 – 24 آذار 1916 م) كان أميرًا فارسيًا من السلالة القاجارية وتوجّه دستوري، وهو ابن مسعود ميرزا ظل السلطان وحفيد ناصر الدين شاه قاجار.
كان أميرًا متعلمًا ومناصرًا للثورة الدستورية في إيران. وفي عام 1907 م، عندما تولى محمد علي شاه السلطة، هاجر مع والده إلى أوروبا، وأقام لفترة في نيس وباريس.
أثناء عودته إلى إيران، قُتل في هجوم طوربيد ألماني على إس إس سسكس، وهي عبَّارة ركاب فرنسية، في 24 آذار 1916 م. وأفادت صحيفتا لوفيجارو وليزيكو عن وفاته في 2 نيسان 1916 م.